# Edward Iordănescu
Edward Marius Iordănescu (ur. 16 czerwca 1978 w Bukareszcie) – rumuński piłkarz występujący na pozycji pomocnika, trener piłkarski. Od 2025 trener Legii Warszawa.

## Kariera klubowa
Jako piłkarz występował w klubach rumuńskich (m.in. Steaule Bukareszt i Petrolulu Ploeszti), greckich oraz cypryjskich.

## Kariera trenerska
Po zakończeniu kariery piłkarskiej rozpoczął pracę szkoleniową. Początkowo związany był ze Steauą Bukareszt. Był asystentem Victora Pițurki, Mariusa Lăcătușa i Ilie Dumitrescu, a po odejściu tego ostatniego we wrześniu 2010 tymczasowo przejął pierwszą drużynę. W lipcu 2011 był kandydatem na szkoleniowca FC Politehniki Timișoara, jednak ostatecznie kilka miesięcy później ponownie trafił do Steauy w roli asystenta Ilie Stana.
12 czerwca 2025 został trenerem Legii Warszawa, z którą 13 lipca 2025 zdobył Superpuchar Polski.

## Życie prywatne
Jest najstarszym synem byłego selekcjonera reprezentacji Rumunii Anghela Iordănescu.

## Sukcesy

### Zawodnik
Steaua Bukareszt
- mistrzostwo Rumuni: 1995/96
- Puchar Rumunii: 1995/96

### Trener
CFR Cluj
- mistrzostwo Rumuni: 2020/21
- Superpuchar Rumunii: 2018, 2020

Legia Warszawa
- Superpuchar Polski: 2025[5]